# Coltene
Coltene (armeni: Գողթն, Goghtn; llatí: Colthene) fou una regió governada generalment per prínceps (nakharark) armenis i després un emirat musulmà armeni.

## El districte
El districte o regió de Coltene se situa al sud-est de Nakhichevan. La seva capital és Ordubad o Orduad, a la riba del riu Araxes. Limita a l'oest amb el Nakhichevan; al nord amb el Yerndjaq o Erndjaq i el Dzorq; a l'est amb el Areviq; i al sud amb l'Araxes que el separava del Mardpetakan (regió oriental de Baspracània).

## Origen dels prínceps
Tradicionalment s'ha atribuït als prínceps de Coltene ser una dinastia hagiana, branca del prínceps de la Siunia. No obstant modernament es tendeix a pensar que els prínceps eren una branca bagràtida. Alguns prínceps armenis de Coltene són esmentats des del segle V en endavant.
Moisès de Khorene afirma haver establert que les dinasties de Coltene i del Reixtunik eren branques de la casa hagiana de Siunia; la posició geogràfica de Coltene prop de Siunia podria explicar en part aquesta declaració, però no s'explica tant fàcilment en el cas dels Reixtuní. Al mateix temps, parla d'un antic príncep bagràtida que va rebre del rei d'Armènia bens patrimonials a la Colthene. Unes quantes línies més avall, Moisès esmenta als bagràtides establint-se al Tamoritis (Tmoriq). Es podria suposar, per descomptat, que la referència de Moisès a la casa de Colthene s'aplicaria a una dinastia anterior i el fet que el rei concedis el feu indicaria que la dinastia s'havia extingit i l'estat havia passat a la corona que llavors l'hauria concedit a una branca bagràtida; no se sap com podria haver passat a una altra dinastia ara una branca de la dinastia hagiana de Siunia, si bé cal suposar que podria ser també per extinció. Tamoritis, en qualsevol cas, apareix com a Bagràtida sense que consti cap dinastia anterior.

## Principat de Coltene
El primer príncep esmentat fou Shabit vers el 400; Vram governava la regió vers el 595. El darrer príncep armeni fou Baanes vers el 705. .
Des del 640 al 646 els àrabs van enviar cada any una expedició a Armènia i el primer districte envaït fou Coltene el 640. Els prínceps locals van romandre al poder durant la primera part del període musulmà. El 705 el príncep fou assassinat i el seu fill Vardan o Baanes enviat a Damasc el 706 per ser educat com a musulmà. Uns anys després Vardanes o Baanes de Coltene, havia tornat als seus dominis i havia abjurat i retornat al cristianisme, però el 737 fou arrestat i enviat a Síria on se'l va executar. Després d'aquesta època el territori fou progressivament poblat de musulmans i ja no es tornen a esmentar prínceps armenis.

## Emirat
Vers el 920 Sunbuk, lloctinent del sàjida Yússuf as-Sají, presoner del califa, va establir un emir a Coltene, que al desaparèixer els sàjides va esdevenir independent (vers 937).
Vers el 937 hi va haver una darrera incursió sàjida a Armènia (el darrer emir Abu-l-Mussàfir Fat·h ibn Muhàmmad Afxín va morir el 929, i la incursió la va haver de dirigir un dels lloctinents sàjides que es va dirigir al districte de Coltene, i que va arribar fins a Dvin i va demanar el tribut a la província del Airarat i al districte d'Aragadzotn, territoris reials.
Vers el 982 o 983 Musel rei de Kars es va aliar al musafírida Abul Haidja ben al-Rawwad, (Abelhadj), emir de Dvin i Arran. Aquest va atacar l'emir de Coltene (o Ordubad), Abu Dulaf Shaybani, que el va derrotar, prenent-li les seves possessions armènies, principalment Dvin. El rei de Baspracània es va oposar amb les seves forces dirigides pel príncep Abel Kharib, el príncep Grigor i el marzban Tigranes, que es van estacionar al Djuash, al sud de l'Araxes enfront de Coltene, on foren sorpresos pel shaybànida, quedant assetjats a la propera fortalesa de Bakear. Van negociar i van obtenir la sortida lliure sense armes, essent massacrats al creuar les portes, i els tres caps mantinguts presoners per ser alliberats després contra un fort rescat (vers 983 o 984). Vers el 987 l'emir Rawwàdida Abul Haidja va derrotar per fi al seu enemic l'emir Abu Dulaf de Coltene (est de Nakhichevan) i va seguir fins a Dvin, ciutat que se li va sotmetre.
El 988 l'emir d'Her fou assassinat quan travessava de viatge Baspracània, segons els historiadors armenis perquè havia segrestat dos infants cristians. El pare de l'emir assassinat va cridar a Abul Haidja (al que va oferir cedir l'emirat) i el rawwàdida va tornar a Baspracània on ara regnava Gurguèn-Khatshik, però va morir durant la invasió. Li succeí el seu fill Mamlan ben Abul Haidja, però Abu Dulaf de Coltene, el seu vell rival, va aprofitar per recuperar Dvin.